# Jeux paralympiques d'hiver de 2026
Les Jeux paralympiques d'hiver de 2026, officiellement appelés les XIVe Jeux paralympiques d'hiver, se dérouleront en 2026 à Milan et Cortina d'Ampezzo en Italie.
C'est la deuxième fois que l'Italie accueille les Jeux paralympiques d'hiver après ceux de 2006 à Turin. Les premiers Jeux paralympiques d'été avaient été organisés en 1960 à Rome, capitale du pays.
Les villes hôtes des Jeux olympiques et paralympiques d'hiver de 2026 ont été élues lors de la 134e session du Comité international olympique le 24 juin 2019 à Lausanne en Suisse. L'élection est remportée face à la candidature conjointe des villes suédoises de Stockholm et d'Åre.

## Organisation

### Identité visuelle
L'emblème des Jeux paralympiques est dévoilé en même temps que l'emblème des Jeux olympiques le 30 mars 2021. Les logos ont été sélectionnés par le public à l'aide d'un vote en ligne.
Cet emblème remplace le logo utilisé durant la phase de candidature et provisoirement entre l'élection et le dévoilement des emblèmes définitifs.

Logo de la candidature de Milan et Cortina d'Ampezzo pour 2026.
Logo temporaire utilisé entre l'élection et mars 2021.

## Compétition

### Sites de compétition
| Ville        | Site                                        | Sport - Cérémonie                                              | Capacité                   |
| ------------ | ------------------------------------------- | -------------------------------------------------------------- | -------------------------- |
| Vérone       | Arènes de Vérone                            | - Cérémonie d'ouverture olympique                              | 20 000                     |
| Milano       | Milano Santagiulia Ice Hockey Arena         | - Para ice hockey                                              | 15 000                     |
| Cortina (BL) | Olimpia delle tofane                        | - Para Ski alpin                                               | 1 000 (tribune principale) |
| Cortina (BL) | Stadio olimpico del ghiaccio                | - Curling en fauteuil roulant - Cérémonie de clôture olympique | 7 000                      |
| Tesero (TN)  | Centro del fondo e del biathlon Fabio Canal | - Para Biathlon - Ski de fond paralympique                     | 50 000                     |

### Sports au programme
En décembre 2020, le Comité international paralympique valide les cinq sports des jeux 2022 : le ski alpin, le ski nordique (biathlon et ski de fond), le snowboard,
le curling en fauteuil et le para-hockey sur glace.
Le demande de l'ISBF d'inclure le para-bobsleigh est finalement rejeté un an plus tard, avec l’argument que trop peu de nations (une dizaine) pratique cette discipline ; la fédération internationale organise ses premiers championnats du monde en 2016.
De nouvelles épreuves sont prévues comme le curling en fauteuil roulant en double mixte et le retour des épreuves de médailles en snowboard féminin pour les athlètes ayant une déficience des membres supérieurs (SB-UL), ces dernières avaient été supprimées faute du peu d'engagées en compétitions internationales.
Le programme complet est dévoilé fin juillet 2023 avec 79 épreuves dans six sports (39 pour les hommes, 35 pour les femmes et 5 mixtes) ; une décision devait être prise ultérieurement pour connaitre le format de quatre épreuves de surf, le COJOP ayant opté pour le banked slalom plutôt que le slalom parallèle.
| Nombre d'épreuves           | Nombre d'épreuves           | Hommes | Femmes | Mixtes | Total |
| --------------------------- | --------------------------- | ------ | ------ | ------ | ----- |
| Curling en fauteuil roulant | Curling en fauteuil roulant |        |        | 2      | 2     |
| Para-hockey sur glace       | Para-hockey sur glace       |        |        | 1      | 1     |
| Ski alpin                   | Ski alpin                   | 15     | 15     |        | 30    |
| Ski nordique                | Ski de fond                 | 9      | 9      | 2      | 20    |
| Ski nordique                | Biathlon                    | 9      | 9      |        | 18    |
| Snowboard                   | Snowboard                   | 6      | 2      |        | 8     |
| Total (6 sports)            | Total (6 sports)            | 39     | 35     | 5      | 79    |

### Catégories
- Le curling se pratique en fauteuil roulant, par équipes mixtes sans catégorisation précise.
- Le para-hockey sur glace concerne les athlètes handicapés de la partie inférieure du corps. Il n'y a pas de catégorisation précise. Les équipes peuvent être mixtes, cependant ce n'est pas une obligation.
- Pour les épreuves de ski alpin, ski nordique (biathlon et ski de fond) et snowboard, les catégories sont les suivantes :
  - Malvoyants
  - Debout
  - Assis

### Tableau des médailles
Le tableau suivant présente les quinze premières nations au classement des médailles de leurs athlètes:
- Pays organisateur  (Italie)

| Rang | Nation | Or | Argent | Bronze | Total |
| ---- | ------ | -- | ------ | ------ | ----- |
| 1    | Italie |    |        |        |       |